# Joël Guerriau
 (16 novembre 2023).
Le texte peut changer fréquemment, n’est peut-être pas à jour et peut manquer de recul. 
Le titre et la description de l'acte concerné reposent sur la qualification juridique retenue lors de la rédaction de l'article et peuvent évoluer en même temps que celle-ci.
Joël Guerriau, né le 9 novembre 1957 à Uckange (Moselle), est un homme politique français. En 2011, il est sénateur centriste de la Loire-Atlantique et membre de la majorité présidentielle en adhérant au parti Horizons en 2022.
En novembre 2023, il est accusé d'avoir drogué la députée Sandrine Josso afin de l'agresser sexuellement, ce qu'il dément. Il est mis en examen et suspendu de son parti et de son groupe parlementaire, et sera jugé devant le tribunal correctionnel de Paris fin janvier 2026.

## Biographie

### Vie professionnelle
Joël Guerriau suit ses études à l'université Panthéon-Sorbonne, obtenant un DEA d'économie monétaire et bancaire. Il est chef de projet puis sous-directeur de la monétique au Crédit du Nord (1982-1988), sous-directeur du développement chargé de la monétique et du marketing à la confédération nationale du Crédit mutuel et membre du comité exécutif Cartes bancaires (1988-1989).
Il est chargé d'enseignement en marketing à l'université de Clermont-Ferrand 1 et à HEC management (1990-1996).
Il est directeur du développement, membre du comité de direction générale des fédérations du Crédit mutuel de Nantes et Angers (1992-1996), directeur du réseau du groupe de Nantes, puis directeur central du Crédit mutuel de Loire-Atlantique Centre Ouest (1997-2005).
Il préside Finances et Pédagogie (2005-2011).
De septembre 2005 à septembre 2011, il est directeur général à la Fédération nationale des Caisses d’épargne,, un poste pour lequel il perçoit une rémunération de plusieurs dizaines de milliers d'euros mensuels, puis, de 2008 à 2011, vice-président de l'Institut mondial des Caisses d'épargne.
Il est également l'auteur de livres pour enfants.

### Parcours politique
À l'âge de 37 ans il est élu maire de Saint-Sébastien-sur-Loire, une commune de 26 000 habitants. Il est réélu en 2001 avec 70,3 % des suffrages et, en 2008, face au député de Loire-Atlantique Dominique Raimbourg avec 58,79 % des voix, puis en 2014 avec 62,64 % des suffrages.
Sa gestion financière est mise en cause en 2015 dans un rapport de la chambre régionale des comptes, qui pointe en particulier l'inflation (+88,7 % en quatre ans) des dépenses de « fêtes et cérémonies », des frais de voitures ou des dépenses de bouche injustifiés, ou encore l'achat par la municipalité de 1 500 livres de Joël Guerriau.
Il quitte ses fonctions le 9 octobre 2017 en raison de la loi sur le non-cumul des mandats et est remplacé par son premier adjoint Laurent Turquois.
Élu conseiller général de la Loire-Atlantique (Canton de Nantes-10) en 1996, son mandat est renouvelé en 2001 puis en 2008, dès le 1er tour, jusqu'au 18 octobre 2011.
Sénateur de Loire-Atlantique, il est vice-président du groupe Les Indépendants, vice-président de la commission des Affaires étrangères et de la Défense, membre du bureau du Sénat.
En 2022, il adhère au parti Horizons, fondé par l'ancien Premier ministre, Édouard Philippe.
Son épouse Christine Guerriau est engagée en politique à ses côtés comme assistante parlementaire, élue LR au conseil régional et conseillère municipale de Saint-Sébastien-sur-Loire.
Le quotidien Libération soutient dans une enquête que Joël Guerriau « avait fait du clientélisme et des manœuvres politiques une ligne de conduite », tant comme maire que comme sénateur.

#### Mandats
- Élu sénateur de Loire-Atlantique en 2011[9].
- Élu maire de Saint-Sébastien-sur-Loire (Loire-Atlantique) en 1995[10].
- De 1998 à 2017, il siège à la communauté urbaine de Nantes Métropole dont il est vice-président jusqu'en 2014[11]. De 2004 à 2017, il co-préside le groupe d'opposition Union du Centre et de la Droite à Nantes Métropole.
- Ancien conseiller général de la Loire-Atlantique (canton de Nantes-10) et vice-président du conseil général en 2001.

## Controverses

### Piratage informatique
Il avait fait parler de lui en décembre 2016 en publiant une photo de pénis en érection dans un tweet répondant au sénateur Bruno Retailleau. Il prétexte un piratage, en indiquant que ses collaborateurs twittaient aussi pour son compte. Ayant d'abord annoncé vouloir porter plainte, il y avait finalement renoncé, indiquant que « l’affaire avait été réglée en interne ».

### Liens avec des régimes autoritaires
Membre du groupe d'amitié France-Pays du Golfe au Sénat, Joël Guerriau a défendu, comme d'autres parlementaires de droite et du centre, des positions pro-Qatar, selon Le Canard enchaîné, notamment sous l'influence du lobbyiste Emmanuel Dupuy.
Il est présent en qualité d'observateur à l'élection présidentielle russe de 2018, à la demande du Conseil de la fédération russe, au sein d'une délégation comprenant principalement des personnalités d’extrême droite. L'élu est épinglé par une ONG, la Plateforme européenne pour des élections démocratiques (EPDE), qui dénonce les fausses opérations de surveillance.
Il est également présent en Azerbaïdjan à l'occasion des élections législatives de 2020, où il affirme auprès de la presse locale que les « élections se sont déroulées de manière positive », bien que le pays soit généralement considéré comme une dictature.

## Procès pour tentative de viol ou d'agression sexuelle

### Faits reprochés
Le soir du 14 novembre 2023, le sénateur donne rendez-vous chez lui à Sandrine Josso avec laquelle il entretient des liens d’amitié. Elle relate avoir été prise de malaise et obligée de quitter les lieux précipitamment. Selon l'avocate de la députée, cette dernière a vu le sénateur prendre un petit sachet plastique contenant quelque chose de blanc. Hospitalisée dans la foulée pour y subir des examens, elle fait l’objet de prélèvements dont l’analyse révèle la présence d’ecstasy dans son organisme.
Lors de la perquisition, de l’ecstasy est retrouvée au domicile du sénateur,. Joël Guerriau dément les faits, et prétexte une erreur de manipulation : il aurait obtenu d'un collègue sénateur un « euphorisant » censé l'aider dans une période « sombre », l'aurait mis dans un verre, oublié, et aurait utilisé ce verre par erreur pour servir Sandrine Josso.
Pendant leur rencontre, Guerriau change à plusieurs reprises l'intensité de la lumière, ce qui interpelle Josso. Par la suite, un médecin l'informe que cela sert à activer l'effet de la drogue. En outre, Guerriau l'a fait trinquer à plusieurs reprises, comme s'il cherchait à la faire boire.

### Suites judiciaires et politiques
Le 16 novembre 2023, Joël Guerriau est interpellé à son domicile parisien et placé en garde à vue pour « administration à une personne, à son insu, d’une substance de nature à altérer son discernement ou le contrôle de ses actes, dans le but de commettre un viol ou une agression sexuelle » par la police judiciaire à la suite d'une plainte de Sandrine Josso. La procédure ayant été ouverte pour flagrance, son placement en garde à vue n'a pas nécessité la levée de son immunité parlementaire. À l'issue de sa garde à vue, le sénateur est mis en examen et placé sous contrôle judiciaire.
Le 18 novembre 2023, il est suspendu de son parti Horizons et de son groupe parlementaire (Les Indépendants), qui entament aussi des procédures disciplinaires pouvant conduire à son exclusion. Il est invité par Gérard Larcher, président du Sénat « à démissionner de ses fonctions de secrétaire au bureau du Sénat et de vice-président de la commission des affaires étrangères (...) le temps que la justice (...) puisse éclaircir les faits » . Le sénateur exprime cependant son souhait de continuer à exercer son mandat,. Le 24 septembre 2024, il est interrogé pendant plusieurs heures par le tribunal de Paris au sujet de recherches suspectes (« Drogue et viol », « effets de l'ecstasy ghb » ou encore « achat ghb ») effectuées sur Google, à partir de son téléphone, le 9 octobre 2023, soit cinq semaines avant la tentative de soumission chimique de Sandrine Josso. Le 25 septembre 2024, il consent à cesser de siéger au Sénat. Le 26 septembre 2024, il annonce cependant son refus de démissionner, au motif que « ce serait totalement injuste car la justice n’a pas tranché ».
Bien que n'exerçant plus de travail de parlementaire, Joël Guerriau continue de bénéficier de la totalité de son indemnité mensuelle de 7000 euros brut. Le 7 avril 2025, le parquet de Paris requiert un procès contre Joël Guerriau. Un procès devant le tribunal correctionnel est ordonné en juin 2025 et est prévu les 25 janvier et 26 janvier 2026.
En juin 2025, dans un témoignage confié lors de l'émission Complément d'enquête, une autre femme affirme que Joël Guerriau avait abusé sexuellement d'elle après l'avoir droguée à son insu, au cours d’une soirée de mai 2022,.

## Résultats électoraux

### Élections sénatoriales
| Année | Parti | Parti     | Département      | Voix | %     | Rang | Sièges |
| ----- | ----- | --------- | ---------------- | ---- | ----- | ---- | ------ |
| 2011  |       | NC        | Loire-Atlantique | 458  | 18,05 | 3e   | 1 / 5  |
| 2017  |       | UDI       | Loire-Atlantique | 563  | 20,43 | 2e   | 1 / 5  |
| 2023  |       | DVC (HOR) | Loire-Atlantique | 643  | 21,51 | 3e   | 1 / 5  |

### Élections cantonales
| Année | Nuance | Nuance | Canton    | 1er tour | 1er tour | 1er tour | Issue |
| Année | Nuance | Nuance | Canton    | Voix     | %        | Rang     | Issue |
| ----- | ------ | ------ | --------- | -------- | -------- | -------- | ----- |
| 2001  |        | DVD    | Nantes-10 | 7 584    | 54,95    | 1er      | Élu   |
| 2008  |        | DVD    | Nantes-10 | 8 623    | 53,86    | 1er      | Élu   |

### Élections municipales
| Année | Nuance | Nuance | Commune                   | Position      | 1er tour | 1er tour | 1er tour | Sièges (CM) |
| Année | Nuance | Nuance | Commune                   | Position      | Voix     | %        | Rang     | Sièges (CM) |
| ----- | ------ | ------ | ------------------------- | ------------- | -------- | -------- | -------- | ----------- |
| 2001  |        | LDV    | Saint-Sébastien-sur-Loire | Tête de liste | 7 586    | 70,47    | 1er      | ? / 35      |
| 2008  |        | DVD    | Saint-Sébastien-sur-Loire | Tête de liste | 7 520    | 58,79    | 1er      | 28 / 35     |
| 2014  |        | UDI    | Saint-Sébastien-sur-Loire | Tête de liste | 7 549    | 62,64    | 1er      | 29 / 35     |

## Décorations
- Chevalier de la Légion d'honneur[36]
- Officier de l'ordre des Palmes académiques[37]
- Médaille de la jeunesse, des sports et de l'engagement associatif, argent[38]
- Ordre des Nuages propices avec grand cordon (Taïwan) en juin 2022[39]

## Livres
- avec Mathieu Redelsperger, L'Énigme de la clef du père Noël, D'Orbestier, 2013 (ISBN 978-2842381684)
- avec Mathieu Redelsperger, La Mystérieuse Disparition des rennes du père Noël, D'Orbestier, 2012 (ISBN 978-2-84238-145-5 et 2-84238-145-9)
- La Longue-vue de Jules Verne, Laval, Siloë, 2005, 189 p. (ISBN 2-84231-339-9)
- Le Secret de Fergie la Sorcière, Nantes, Siloë, 2004, 119 p. (ISBN 2-912034-10-8)
- Ici sera la Paix, La Mothe-Achard, Offset 5, 2003 (ISBN 2-908752-43-3)
- avec Bruno Barbier, Fergie et la Mandragore, Éditions de la Duchesse Anne, 1994